# ミケル・コスタ・イ・ロベラ
ミケル・コスタ・イ・ロベラ （Miquel Costa i Llobera, 1854年3月10日 - 1922年10月16日）は、スペインの詩人、司祭。主にカタルーニャ語で詩を書いた詩人で、スペイン語への翻訳も手掛けた。

## 経歴
マヨルカ島ポリェンサで生まれ、マドリードとバルセロナで学ぶ。当初からロマン主義詩を手がけ、代表作である『フォルメンターの松』（1875年）にその特徴がよく表れている。これは一本の松の木への頌歌であり、後にジョアン・ミロやアングラーダ・カマラサといった画家たちに影響を与えた。
1906年には、彼の最も重要な詩集『ホラシアネス』（Horacianes）を発表し、アントニ・ガウディの賞賛と友人関係を得た。非常に精緻な言語で、古典的な詩形や文学的な形式に厳格に取り組んだ。この本は、古代ギリシアや古代ローマ典的な詩のスタンザを再現しようとする16篇のカタルーニャ語の詩で構成されている。
1907年、コスタ・イ・ロベラは他のマヨルカ島出身の人々と共に中東への巡礼を始め、聖地に到達した。コスタ・イ・ロベラはその旅行についての日記を書き、それが詩集『パレスチナのビジョン』（Visions de la Palestina）としてヘブライ語の韻文で発表された。1922年10月16日、出身地のマヨルカ島で没した。

## 主な作品
- 1875年 『フォルメンターの松』(Lo Pi de Formentor)
- 1885年 Poesies
- 1897年 De l'agre de la terra
- 1899年 Líricas
- 1903年 Tradicions i fantasies
- 1906年 『ホラシアネス』(Horacianes)
- 1908年 『パレスチナのビジョン』(Visions de la Palestina)
- 1916年 Sermons panegírics